# Giuseppe Ciantes
Giuseppe Maria Ciantes (Roma, 1602 – Roma, 24 febbraio 1670) è stato un vescovo cattolico e orientalista italiano.

## Biografia
Giuseppe Maria Ciantes nacque a Roma nel 1602 in una nobile famiglia di origine spagnola; all'età di quattordici o quindici anni prese l'abito di san Domenico nel convento di Santa Maria sopra Minerva, seguendo l'esempio del fratello maggiore Ignazio già membro dell'Ordine dei Predicatori e in seguito provinciale domenicano di Napoli.
Unì alla conoscenza delle lettere divine ed umane quella delle lingue orientali e soprattutto l'ebraica. Grazie alla sua conoscenza dell'ebraico papa Urbano VIII lo nominò Predicatore degli Ebrei a Roma nel 1626. Ciantes aveva allora solo ventiquattro anni e continuò quel ministero con ottimi risultati per oltre quattordici anni durante i quali insegnò anche teologia nel collegio della Minerva.
Il suo entusiasmo per le speculazioni cabalistiche lo portò a tradurle nei termini della teologia cristiana. È il caso del parallelismo tra incarnazione e "insefirazione", con riferimento alla teoria della "sfera delle sefirot", che può essere resa "visibile in forma umana". Lungi dal denunciare la "stupidità" degli ebrei, come altri polemisti, Ciantes li considerava "capaci di sublimi speculazioni teologiche". Al contrario il suo contemporaneo Giulio Bartolocci (1613-1687), il maggiore ebraista cattolico del diciassettesimo secolo, insiste in modo ossessivo, nella sua Bibliotheca Magna Rabbinica, sui "crimini" degli ebrei, "inadatti a qualsiasi vera elevazione dal mondo materiale alla spiritualità".
Il 5 marzo 1640 Urbano VIII lo nominò vescovo di Marsico Nuovo nel regno di Napoli; ricevette l'ordinazione episcopale il successivo 19 marzo dal cardinale Marcantonio Franciotti, co-consacranti l'allora arcivescovo Lelio Falconieri, segretario della Congregazione dei vescovi e regolari, e il vescovo Giovanni Battista Altieri, vicegerente della diocesi di Roma.
Nei sedici anni di governo pastorale si distinse per la buona amministrazione della sua diocesi: nel 1643 celebrò un sinodo per l'attuazione del concilio; riedificò la cattedrale, istituì il seminario diocesano e l'archivio vescovile. Nel 1656 si dimise dalle funzioni episcopali per ritirarsi nel convento di Santa Maria sopra Minerva, dove morì all'età di sessantotto anni nel 1670 e fu sepolto con suo fratello Ignazio nella Basilica di Santa Sabina.
Uno dei maggiori esperti di lingua ebraica del suo tempo, alla metà degli anni Cinquanta Ciantes curò una monumentale edizione bilingue delle prime tre parti della Summa contra Gentiles di Tommaso d'Aquino, che include il testo latino originale e una traduzione ebraica preparata da Ciantes, assistito da ebrei convertiti, la Summa Diui Thomae Aquinatis Ordinis Praedicatorum contra Gentiles : quam Hebraicè eloquitur Iosephus Ciantes..... Ad oggi questa rimane l'unica traduzione di una grande opera scolastica latina in ebraico moderno."
All'opera è preposta una lunga dissertazione sulla Kabbalah, opera del vescovo e teologo spagnolo Juan Caramuel y Lobkowitz. Il maestro del sacro palazzo Raimondo Capisucchi chiese a Caramuel di giudicare l'opera e giustificarla di fronte alle voci critiche emerse a Roma. Secondo Antonio Tadisi fu Caramuel che, dopo aver esaminato e approvato il lavoro di Ciantes, gli chiese il permesso di includere una delle sue opere, intitolata Cabalae Theologicae Excidium, come introduzione alla traduzione della Summa. Ciantes accettò, ritenendo il lavoro di Caramuel molto efficace per convertire degli ebrei utilizzando le loro stesse dottrine.
Ciantes fu uno dei primi a rendere accessibile in lingua latina (in De Sanctissima Trinitate Contra Judæos, Roma, 1664), parte del magnum opus di Rabbi Moses Cordovero Pardes Rimonim, seguito da Giulio Bartolocci (in Biblia Rabbinica, IV, 231 e segg., 1693), Athanasius Kircher (in Oedipus Aegyptiacus, Roma, 1652–54) e Christian Knorr von Rosenroth (in Kabbala Denudata, Sulzbach, 1677).

## Opere
- (LA) Giuseppe Ciantes, De sanctissima trinitate ex antiquorum Hebraeorum testimonijs euidenter comprobata, Romae, typis Varesij, 1667. URL consultato il 27 maggio 2019.
- Giuseppe Ciantes, Della incarnazione del verbo divino evidentemente difesa dalle opposizioni degli Ebrei colle dottrine medesime de loro maggiori Teologi, Roma, per Nicol'Angelo Tinassi, 1668. URL consultato il 27 maggio 2019.
- Giuseppe Ciantes, Della perfezione dovuta allo stato del Vescovo, Roma, Tinassi, 1669. URL consultato il 27 maggio 2019.
- (LA) Giuseppe Ciantes, Summa diui Thomae Aquinatis ordinis Praedicatorum contra Gentiles. Quam Hebraicè eloquitur Iosephus Ciantes Romanus episcopus Marsicensis ex eodem Ordine assumptus, Romae, ex typographia Iacobi Phaei Andreae filij, 1657. URL consultato il 27 maggio 2019.

## Genealogia episcopale
La genealogia episcopale è:
- Cardinale Guillaume d'Estouteville, O.S.B.Clun.
- Papa Sisto IV
- Papa Giulio II
- Cardinale Raffaele Riario
- Papa Leone X
- Papa Paolo III
- Cardinale Francesco Pisani
- Cardinale Alfonso Gesualdo
- Papa Clemente VIII
- Cardinale Pietro Aldobrandini
- Cardinale Laudivio Zacchia
- Cardinale Antonio Barberini, O.F.M.Cap.
- Cardinale Marcantonio Franciotti
- Vescovo Giuseppe Ciantes, O.P.